# Niki Johnson
Charlotte Nicola Johnson (Atenas, 2 de octubre de 1967) es Doctora en Ciencias Políticas por la Universidad Queen Mary de Londres. De nacionalidad británica, actualmente trabaja como docente en la Facultad de Ciencias Sociales de la Universidad de la República en Uruguay.

## Investigación
Su trabajo ha abordado diversas áreas vinculadas a los ejes género, ciudadanía y representación política ante la constatación de una subrepresentación de mujeres en el sistema político uruguayo durante el período post-dictadura, lo que representa una regresión con respecto a lo avanzado durante la primera mitad del siglo XX en Uruguay.
En ese sentido, una de sus líneas de investigación fue estudiar las causas de dicho fenómeno. Para ello, exploró la incidencia de factores socioeconómicos, culturales y político-institucionales en el acceso de mujeres a cargos de elección popular y designación política en todos los niveles de gobierno. Esto llevó a Johnson a investigar la incidencia del sistema de cuotificación en Uruguay y la región en la paridad como meta.  
Una última dimensión estudió la institucionalización de género en el Estado uruguayo y el desarrollo de las políticas públicas de género.  
Sus estudios más recientes apuntan al impacto en la representación política de las mujeres de los partidos políticos. También investigó el ingreso de temas de género en la agenda política, legislativa y gubernamental, en particular el análisis de la existencia de diferencias de género en la actuación parlamentaria y producción legislativa.

## Obras
- La política de la ausencia: Las elecciones uruguayas (2004-2005). Las mujeres y la equidad de Género (2005) ISBN 9974-39-887-8
- Hacia una Democracia Paritaria: La Representación Política de las Mujeres (2013) ISBN 978-9974-8263-8-0 comparte coautoría con Cecilia Rocha y Marcela Schenck
- Mujeres en cifras: El acceso de las mujeres a espacios de poder en Uruguay (2013) Dep. Legal 361.931
- Renovación, paridad: horizontes aún lejanos para la representación política de las mujeres en las elecciones uruguayas 2014 (2015) ISBN 978-9974-8451-9-0 en coautoría con Gabriel Delacoste, Cecilia Rocha y Marcela Schenck.
- Una mirada feminista a las elecciones uruguayas (2010) ISBN 978-9974-8263-0-4 en coautoría con Verónica Pérez.